# Carlos Galhardo
Carlos Galhardo (eigentlich Catello Carlos Guagliardi; * 24. April 1913 in Buenos Aires; † 25. Juli 1985 in Rio de Janeiro) war ein berühmter brasilianischer Sänger des in Brasilien sogenannten „Zeitalters des Radios“ (portugiesisch Era do Rádio).

## Leben
Carlos Galhardo war der Sohn italienischer Immigranten. Zwei Brüder wurden in Italien geboren, er selbst in Buenos Aires und ein dritter Bruder in Rio de Janeiro, wo sich die Familie schließlich ansiedelte.
Nach dem frühen Tod der Mutter musste Galhardo mit acht Jahren zu einem Verwandten, wo er das Schneiderhandwerk lernte. Bei einem der Schneider, wo er später arbeitete, lernte er den Bariton Salvador Grimaldi kennen.
Carlos Galhardo starb mit 72 Jahren. Eine seiner Töchter ist die Künstlerin Carla Guagliardi.

## Werdegang
Nachdem er zunächst nur privat sang, konnte er nach einem Partyauftritt auf Empfehlung einiger benannter Musiker wie Mário Reis bei RCA Victor vorsprechen. 1933 wurde schließlich sein erstes Soloalbum veröffentlicht.
Neben seiner Karriere bei RCA Victor produzierte er Platten bei Columbia, Odeon und Continental. Es war der Sänger in Brasilien, dessen Lieder am zweithäufigsten aufgenommen wurden, insgesamt etwa 570 Songs.

## Die erfolgreichsten Aufnahmen
- Adeus, amor, Urbano Lóes, Studie in E-Dur von Chopin (1946)
- Alá-lá-ô, Haroldo Lobo und Nássara (1941)
- A você, Ataulfo Alves und Aldo Cabral (1936)
- A pequenina cruz do teu rosário, Fernando Weyne und Roberto Xavier de Castro (1947)
- Boas Festas, Assis Valente (1933)
- Bodas de prata, Roberto Martins und Mário Rossi (1945)
- Cadê Zazá?, Roberto Martins und Ary Monteiro (1947)
- Carolina, Bonfiglio de Oliveira und Hervé Cordovil (1934)
- Cortina de veludo, Paulo Barbosa und Oswaldo Santiago (1935)
- Devolve, Mário Lago (1940)
- E o destino desfolhou, Gastão Lamounier und Mário Rossi (1937)
- Fascinação, Fermo Dante Marchetti und Armando Louzada (1950)
- Gira, gira, gira, Custódio Mesquita und Ewaldo Ruy (1944)
- Italiana, José Maria de Abreu, Paulo Barbosa und Oswaldo Santiago (1936)
- Lenda árabe, Paulo Barbosa und Oswaldo Santiago (1937)
- Linda borboleta, João de Barro und Alberto Ribeiro (1938)
- Madame Pompadour, Paulo Barbosa und Oswaldo Santiago (1937)
- Mais uma valsa… mais uma saudade, José Maria de Abreu und Lamartine Babo, (1937)
- Nós queremos uma valsa, Nássara und Eratóstenes Frazão (1941)
- Rapaziada do Brás, Alberto Marino (1960)
- Rosa de maio, Custódio Mesquita und Ewaldo Ruy (1944)
- Salão grená, Paulo Barbosa und Francisco Célio (1939)
- Saudades de Matão, Jorge Galati und Raul Torres (1941)
- Sei que é covardia, mas…, Ataulfo Alves und Claudionor Cruz (1938)
- Será?, Mário Lago (1945)
- Vela branca sobre o mar, José Maria de Abreu und Oswaldo Santiago (1937)

| Personendaten    | Personendaten                                |
| ---------------- | -------------------------------------------- |
| NAME             | Galhardo, Carlos                             |
| ALTERNATIVNAMEN  | Guagliardi, Catello Carlos (wirklicher Name) |
| KURZBESCHREIBUNG | brasilianischer Sänger                       |
| GEBURTSDATUM     | 24. April 1913                               |
| GEBURTSORT       | Buenos Aires                                 |
| STERBEDATUM      | 25. Juli 1985                                |
| STERBEORT        | Rio de Janeiro                               |